# Beatrice Lillie
Beatrice Gladys "Bea" Lillie (29. maj 1894 – 20. januar 1989) var skuespiller og entertainer. Efter sit ægteskab med Sir Robert Peel i England i 1920 blev hun i private former omtalt Lady Peel.

## Tidlig karriere
Lillie blev født i Toronto, hvor hun optrådte sammen med sin storesøster og sin mor. Moderen flyttede med døtrene til London, hvor de optrådte på teatre i West End. Lillie gjorde sin teaterdebut i London i 1914 i stykket Not Likely. Hun gjorde sig bemærket som revyskuespiller og lette komedier. 
I 1926 vendte hun tilbage til Nordamerika, for at optræde i New York City. Under opholdet der medvirkede hun i sin første film Exit Smiling. I perioden herefter krydsede hun ofte Atlanten for at optræde i både Europa og Amerika. En del af hendes materiale blev skrevet af Noël Coward, ligesom Cole Porter også skrev sange til hende. 
Hun vandt en Tony Award i 1953 for hendes revy An Evening With Beatrice Lillie. Hun blev nomineret til en Tony Award i 1958 og 1964
For sit arbejde i filmindustrien blev Beatrice Lillie tildelt en stjerne på Hollywood Walk of Fame på 6404 Hollywood Blvd.

## Medvirken i film
- Exit Smiling (1926)
- The Show of Shows (1929)
- Are You There? (1930)
- Dr. Rhythm (1938)
- On Approval (1944)
- Jorden Rundt i 80 dage (1956)
- Thoroughly Modern Millie (1967)

Short Subjects:
- Beatrice Lillie (1929)
- Broadway Highlights No. 1 (1935)
- Broadway Highlights No. 2 (1935)

## Eksterne links
- Beatrice Lillie på Internet Broadway Database (engelsk)
- Beatrice Lillie på Internet Movie Database (engelsk)
- Beatrice Lillie på Svensk Filmdatabas (svensk)
- Beatrice Lillie på AlloCiné (fransk)
- Beatrice Lillie på AllMovie (engelsk)
- Beatrice Lillie på The Movie Database (engelsk)
- Beatrice Lillie på Internet Broadway Database (engelsk)
- Beatrice Lillie på Internet Broadway Database (engelsk)
- Beatrice Lillie på Internet Broadway Database (engelsk)
- Beatrice Lillie på Encyclopædia Britannica Online (engelsk)
- Records in the Theatre Archive at the University of Bristol of stage performances by Beatrice Lillie